# Sawa (organisation à but non lucratif)
Pour les articles homonymes, voir Sawa.
SAWA est une organisation à but non lucratif palestinienne créée en 1998, par un groupe de femmes et qui luttent contre les violences réalisées envers les femmes et les enfants et promeut l'égalité homme-femme ,,.
L'élément central de son action est un centre d'appel gratuit, géré par des volontaires et employés qui fournissent une aide juridique ou médicale. SAWA possède également une clinique mobile qui lui permet d'intervenir dans les milieux excentrés. L'association est également le représentant palestinien d'ECPAT International, luttant contre l'exploitation sexuelle des enfants. A cet effet, SAWA a mis en place en 2005 une ligne téléphonique destinée aux enfants. SAWA s'est aussi imposé comme un acteur majeur en matière de prévention, produisant et distribuant de la documentation des fins d’éducation et de sensibilisation sur les violences physiques, psychologiques et sexuelles.
Cette communication a permis à SAWA de devenir, notamment, l’interlocuteur privilégié des victimes du siège de Gaza en 2008-2009 avec la mise en place d'une ligne téléphonique d'urgence qui a reçu en moyenne 200 à 250 appels par jour.
L'association a également dénoncé le trafic d’être humain et l’exploitation sexuelle des femmes et filles palestiniennes, à travers un rapport intitulé « Trafficking and Forced Prostitution of Palestinian Women and Girls: Forms of Modern Day Slavery »,.

## Histoire
En août 1998, un groupe de huit bénévoles formés par le Centre de viols et de crises de Jérusalem gère une ligne d'assistance spéciale pour les femmes arabes. Cette ligne a pour but de fournir une réponse globale à la souffrance des femmes arabes soumises au traumatisme de la violence sexuelle.
En 2004, la nécessité d'un service d'assistance téléphonique pour la protection de l'enfance est reconnue et mise en œuvre. Cette assistance est devenue membre de Child Helpline International en 2005, un réseau international de lignes d'assistance pour les enfants de plus de 140 pays.

## Programme
L'objectif principal de SAWA est de lutter contre la violence à l'égard des femmes et des enfants. En outre, elle propose divers programmes pour lutter contre d'autres problèmes de la société palestinienne,,.